# Shasha y Milo
Shasha y Milo (샤샤 앤 마일로 en coreano) es una serie de animación surcoreana que se transmite todos los viernes a las 6:10 p. m. en el canal de EBS 1TV a partir del 3 de noviembre de 2023. La serie se estrenó en Latinoamérica por el canal de Discovery Kids el 4 de diciembre de 2023.
Shasha y Milo son los Guardianes de Isla Creciente, contando con el poder de transformarse entre humano, gato y una forma híbrida, Shasha y Milo tienen la tarea de proteger Isla Creciente de las fuerzas oscuras que acechan debajo de ella.

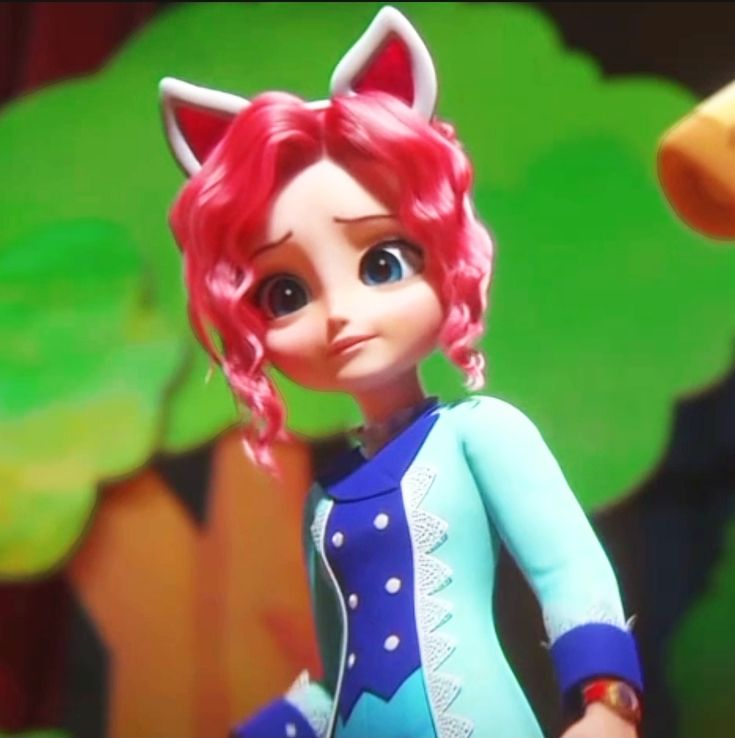
Shasha, uno de los personajes principales de la serie, es una gata que se convirtió en una de las Guardianas de la Isla Creciente junto a un humano llamado Milo. Interpretada por Myungho Lee

Uno de los personajes principales de la serie, Milo, es un niño humano que se convirtió en uno de los Guardianes de la Isla Creciente junto a una gata llamada Shasha. Interpretado por Shim Gyuhyuk

.

## Lista de episodios

### Temporada 1
| N.º en serie | N.º en temp. | Título                                                                    | Fecha de estreno original | Fecha de estreno Latinoamérica | Cod. Prod. |
| ------------ | ------------ | ------------------------------------------------------------------------- | ------------------------- | ------------------------------ | ---------- |
| 1            | 1            | «La curiosidad de los gatos» «돌아온 워리어»                              | 3 de noviembre de 2023    | 4 de diciembre de 2023         | 101        |
| 2            | 2            | «Se más gato» «고양이가 되는 법»                                          | 10 de noviembre de 2023   | 5 de diciembre de 2023         | 102        |
| 3            | 3            | «Frankengato» «프랑켄캣»                                                  | 17 de noviembre de 2023   | 6 de diciembre de 2023         | 103        |
| 4            | 4            | «Diversión en el festival» «즐거운 놀이공원»                              | 24 de noviembre de 2023   | 7 de diciembre de 2023         | 104        |
| 5            | 5            | «Competencia de perros» «최악의 pet show»                                 | 1 de diciembre de 2023    | 8 de diciembre de 2023         | 105        |
| 6            | 6            | «Gatos de reserva» «저수지의 고양이들»                                    | 8 de diciembre de 2023    | 11 de diciembre de 2023        | 106        |
| 7            | 7            | «Gato de festival» «고양이 패스티벌»                                      | 15 de diciembre de 2023   | 12 de diciembre de 2023        | 107        |
| 8            | 8            | «Una obra felina» «무대위의 고양이»                                       | 22 de diciembre de 2023   | 13 de diciembre de 2023        | 108        |
| 9            | 9            | «Los cristales son los mejores amigos de un gato» «충동적으로 계획적으로» | 29 de diciembre de 2023   | 14 de diciembre de 2023        | 109        |
| 10           | 10           | «Un día en la vida de Bong Bong» «봉봉이로 살아보기»                      | 5 de enero de 2024        | 15 de diciembre de 2023        | 110        |
| 11           | 11           | «Gatástrofe en la cocina» «아수라장이 된 요리 대회»                       | 12 de enero de 2024       | 18 de diciembre de 2023        | 111        |
| 12           | 12           | «¿Shasha y quién?» «샤샤&누구?»                                           | 19 de enero de 2024       | 19 de diciembre de 2023        | 112        |
| 13           | 13           | « El ascenso del maestro» «최고의 가디언즈»                               | 26 de enero de 2024       | 20 de diciembre de 2023        | 113        |
| 14           | 14           | «El origen» «가디언즈의 시작»                                             | 31 de mayo de 2024        | 4 de marzo de 2024             | 114        |
| 15           | 15           | «Hogar, dulce hogar» «나만의 공간»                                        | 7 de junio de 2024        | 5 de marzo de 2024             | 115        |
| 16           | 16           | «Romeo y el casco del destino» «로미오와 운명의 투구»                     | 14 de junio de 2024       | 6 de marzo de 2024             | 116        |
| 17           | 17           | «Gatos callejeros» «볼링의 밤»                                            | 21 de junio de 2024       | 7 de marzo de 2024             | 117        |
| 18           | 18           | «Beta al máximo» «진화한 워리어 배타»                                     | 28 de junio de 2024       | 8 de marzo de 2024             | 118        |
| 19           | 19           | «Nueva gatita en el grupo» «책임감의 무게»                                | 5 de julio de 2024        | 11 de marzo de 2024            | 119        |
| 20           | 20           | «Convención de guardianes» «가디언코»                                     | 12 de julio de 2024       | 15 de julio de 2024            | 120        |
| 21           | 21           | «La noche más oscura» «달빛이 사라지는 밤»                                | 26 de julio de 2024       | 17 de julio de 2024            | 121        |
| 22           | 22           | «Gatomanía» «마일로의 낭벽한 데뷔»                                        | 19 de julio de 2024       | 16 de julio de 2024            | 122        |
| 23           | 23           | «El regreso de Frankengato» «돌아온 프랑켄캣»                             | 2 de agosto de 2024       | 18 de julio de 2024            | 123        |
| 24           | 24           | «La verdad sale a la luz» «또 다른 비밀»                                  | 9 de agosto de 2024       | 19 de julio de 2024            | 124        |
| 25           | 25           | «Shasha Contra Milo» «샤샤 VS 마일로»                                     | 16 de agosto de 2024      | 22 de julio de 2024            | 125        |

### Cortos
| N.º en serie | Título                                      | Fecha de estreno original | Fecha de estreno Latinoamérica | Cod. Prod. |
| ------------ | ------------------------------------------- | ------------------------- | ------------------------------ | ---------- |
| 1            | «El hueso de Bong Bong» «봉봉의 뼈다귀»     | 23 de agosto de 2024      | 15 de diciembre de 2023        | 110        |
| 2            | «Día de orden y limpieza» «TBA»             | 2024                      | 6 de diciembre de 2023         | 103        |
| 3            | «¡A la escuela!» «TBA»                      | 2024                      | 19 de diciembre de 2023        | 112        |
| 4            | «Guía de Izzy para ser un superhéroe» «TBA» | 2024                      | 4 de diciembre de 2023         | 101        |
| 5            | «Vida de secuaz» «TBA»                      | 2024                      | 5 de diciembre de 2023         | 102        |
| 6            | «100% casi humana» «TBA»                    | 2024                      | 18 de diciembre de 2023        | 111        |
| 7            | «La competencia de baile» «TBA»             | 2024                      | 13 de diciembre de 2023        | 108        |
| 8            | «Los inventos de Sundae» «TBA»              | 2024                      | 12 de diciembre de 2023        | 107        |
| 9            | «Secuaces multiplicados» «TBA»              | 2024                      | 7 de diciembre de 2023         | 104        |
| 10           | «Gatos vs. Perros» «TBA»                    | 2024                      | 14 de diciembre de 2023        | 109        |
| 11           | «Descanso en la playa» «TBA»                | 2024                      | 8 de diciembre de 2023         | 105        |
| 12           | «Sorpresa de cumpleaños» «TBA»              | 2024                      | 11 de diciembre de 2023        | 106        |

## Lanzamiento
La animación se vendió a distribuidores chinos y latinoamericanos durante el Festival Internacional de Cine de Animación de Annecy 2023, en Annecy, Francia, el evento más grande del mundo para la industria de la animación, según la Agencia de Contenidos Creativos de Corea (KOCCA). A nivel internacional fue adquirida por la empresa de medios Tencent que se encargara del lanzamiento en China y Warner Bros. Discovery que lanzará la animación en América Latina, respectivamente.